# 카슈가르시
카슈가르시(위구르어: قەشقەر 캐슈캐르, Kashgar) 또는 카스시(중국어: 喀什, 병음: Kāshí)는 신장 위구르 자치구에 있는 현급 도시이다. 1999년의 조사에서 인구는 205,056명이다. 인구의 80%는 현지 토착민인 위구르족 등이 차지한다. 고대 소륵국의 수도였으며, 실크로드의 요충지로 이슬람의 거점도시로 발전하였고, 1986년에 국가역사문화명성으로 지정되었다.

## 역사
고대에는 소륵국(疏勒國)의 수도였다. 소륵국도 그 중의 하나이다. 흉노가 강성했던 시대에는 간접지배를 받았다. 한나라는 둔황 지역에서부터 서역에 장건과 반초를 파견해 무역을 시도하였다. 그 세력 아래로 들어가게 되었다.유연이나 돌궐 등의 지배하에 있었다. 소륵은 타림분지 남부를 지나는 실크로드 남로의 요충지이며, 이 땅을 방문한 당나라의 현장은 소륵을 불교가 번성한 나라라고 기술하고 있다.
북방의 몽골고원에서 서돌궐을 대신하였던 위구르가 9세기가 되어 약해지면서, 키르기즈에 멸망 당하자 위구르족이 대거 서천, 타림분지로 남하하였다. 위구르는 토하라인 민족과 혼혈해, 이 땅의 언어가 위구르화되었다. 10세기에는 최초의 터키계 이슬람 왕조인 카라한 왕조의 세력이 파미르고원을 넘어 카슈가르에 들어와 그 왕도가 된 적도 있다.
송나라 때에는 거란족이 세운 서요에 속하였으며, 원나라 때에는 차가타이 한국의 도시가 되었고, 야르칸드 한국에 속했다. 이러한 역사 속에서 카슈가르는 이슬람화된 위구르족의 종교 중심지가 된다. 청나라 때는 카슈가르 곧 례주가 설치되어 신강 남부를 통치하는 참찬대신이 주재했다. 청나라 말기의 혼란기에는 코칸드 한국에서 온 야크브 베크가 카슈가르를 거점으로 잠시 타림분지 일대를 지배했지만, 좌종당에 의해 토벌 되었다.
청나라가 멸망하고, 1913년에 소륵현이 설치되어, 1933년부터 다음 해에 걸쳐 단기간이지만 동투르키스탄 이슬람 공화국이 이 땅에 섰던 적도 있다. 중화인민공화국 성립 후, 1952년에는 소륵현에서 카스 시가 분리되어 떨어져 나왔다. 1986년 대외로 개방되면서 동시에 국가역사문화명성으로 지정되었다. 시내에는 카스 지구 행정관공서가 설치되어 있다.
위구르족이 많아 동쪽 투르키스탄 분리운동이 번성하고, 신장 위구르 자치주의 분리독립을 위한 테러사건이 일어나기도 했다.

## 지리
카슈가르는 북위 39° 24’26” , 동경 76° 6’47”의 톈산산맥 주변의 타클라마칸 사막의 서부에 위치하고 있다. 해발 고도는 평균 1,289.5m이며 최고 해발고도는 1,502m, 최저 해발고도는 1,264m이다.
아무다리야강 계곡의 길과 코칸트, 사마르칸트, 알마티, 아크수, 호탄으로부터의 길의 접합점에 위치한다. 카스는 고대부터 정치와 상업의 중심지로 유명했다.
카스 오아시스는 중국으로부터의 남북길이 타클라마칸 사막 주변에서 만나는 곳에 있다. 또한 타슈쿠르간의 정북쪽과 현재의 파키스탄과 아프가니스탄 동부 잘랄라바드에 해당하는 고대 불교 왕국 간다라를 통과한다.
현재의 도시에서 서쪽으로 약 200km 떨어진 곳은 키르기스스탄과의 국경이고 주요 실크로드가 아라이 계곡입구에서 교차하여 남서쪽으로 발흐, 북서쪽으로 페르가나로 쉽게 접근할 수 있다.

## 날씨
쾨펜의 기후 구분에 의하면 카슈가르는 사막 기후(BWk)이다. 뜨거운 여름과 차가운 겨울을 가지며 두 계절 간 큰 온도차를 가지고 있다. 월간 일평균 기온은 1월에 −5.3 °C에서 7월에는 25.6 °C까기 치솟는다. 반면, 연간 평균은 11.84 °C이다. 봄은 길고 빨리 오며, 가을은 비교적 다소 짧다. 카슈가르는 지상에서 가장 건조한 도시 중 하나로, 연간 강수량이 64mm에 지나지 않는다. 가장 습한 달인 7월조차도 평균강수량 9.1mm 수준 밖에 기록되지 않는다. 극단적으로 건조한 환경으로 인해, 찬 겨울임에도 불구하고 눈을 보기 힘들다. 1월은 최저 −24.4 °C까지 내려가고, 7월에는 40.1 °C까지 올라간다. 서리가 없는 기간은 평균 215일을 기록한다. 월간 평균 일조량은 3월엔 50% 정도이고, 9월엔 70% 정도여서, 년간 2,726 시간의 일조 시간을 기록한다.
| Kashgar (1971−2000)의 기후 | Kashgar (1971−2000)의 기후 | Kashgar (1971−2000)의 기후 | Kashgar (1971−2000)의 기후 | Kashgar (1971−2000)의 기후 | Kashgar (1971−2000)의 기후 | Kashgar (1971−2000)의 기후 | Kashgar (1971−2000)의 기후 | Kashgar (1971−2000)의 기후 | Kashgar (1971−2000)의 기후 | Kashgar (1971−2000)의 기후 | Kashgar (1971−2000)의 기후 | Kashgar (1971−2000)의 기후 | Kashgar (1971−2000)의 기후 |
| 월                         | 1월                        | 2월                        | 3월                        | 4월                        | 5월                        | 6월                        | 7월                        | 8월                        | 9월                        | 10월                       | 11월                       | 12월                       | 연간                       |
| -------------------------- | -------------------------- | -------------------------- | -------------------------- | -------------------------- | -------------------------- | -------------------------- | -------------------------- | -------------------------- | -------------------------- | -------------------------- | -------------------------- | -------------------------- | -------------------------- |
| 일평균 최고 기온 °C (°F)   | 0.3 (32.5)                 | 5.1 (41.2)                 | 13.5 (56.3)                | 22.2 (72.0)                | 26.4 (79.5)                | 30.2 (86.4)                | 32.1 (89.8)                | 30.7 (87.3)                | 26.5 (79.7)                | 19.8 (67.6)                | 10.6 (51.1)                | 1.9 (35.4)                 | 18.3 (64.9)                |
| 일일 평균 기온 °C (°F)     | −5.0 (23.0)                | −0.6 (30.9)                | 7.6 (45.7)                 | 15.4 (59.7)                | 19.7 (67.5)                | 23.2 (73.8)                | 25.4 (77.7)                | 24.0 (75.2)                | 19.2 (66.6)                | 12.3 (54.1)                | 4.3 (39.7)                 | −2.9 (26.8)                | 11.9 (53.4)                |
| 일평균 최저 기온 °C (°F)   | −10.2 (13.6)               | −6.2 (20.8)                | 1.7 (35.1)                 | 8.6 (47.5)                 | 12.9 (55.2)                | 16.1 (61.0)                | 18.6 (65.5)                | 17.2 (63.0)                | 11.9 (53.4)                | 4.7 (40.5)                 | −1.9 (28.6)                | −7.7 (18.1)                | 5.5 (41.9)                 |
| 평균 강수량 mm (인치)      | 2.1 (0.08)                 | 5.7 (0.22)                 | 6.7 (0.26)                 | 5.2 (0.20)                 | 8.5 (0.33)                 | 7.7 (0.30)                 | 9.1 (0.36)                 | 7.9 (0.31)                 | 5.3 (0.21)                 | 2.5 (0.10)                 | 1.6 (0.06)                 | 1.7 (0.07)                 | 64.0 (2.52)                |
| 평균 강수일수 (≥ 0.1 mm)   | 2.2                        | 2.1                        | 2.3                        | 1.6                        | 2.9                        | 3.5                        | 3.7                        | 3.7                        | 2.5                        | 1.1                        | .6                         | 1.7                        | 27.9                       |
| 평균 상대 습도 (%)         | 67                         | 58                         | 48                         | 40                         | 41                         | 41                         | 43                         | 49                         | 53                         | 56                         | 61                         | 70                         | 52.0                       |
| 평균 월간 일조시간         | 154.9                      | 160.1                      | 184.5                      | 213.7                      | 255.6                      | 304.3                      | 312.2                      | 287.5                      | 259.4                      | 239.9                      | 196.2                      | 158.0                      | 2,726.3                    |
| 가능 일조율                | 52                         | 53                         | 50                         | 54                         | 58                         | 68                         | 69                         | 68                         | 70                         | 69                         | 65                         | 54                         | 61.5                       |
| 출처: 중국기상국           |                            |                            |                            |                            |                            |                            |                            |                            |                            |                            |                            |                            |                            |

## 교통

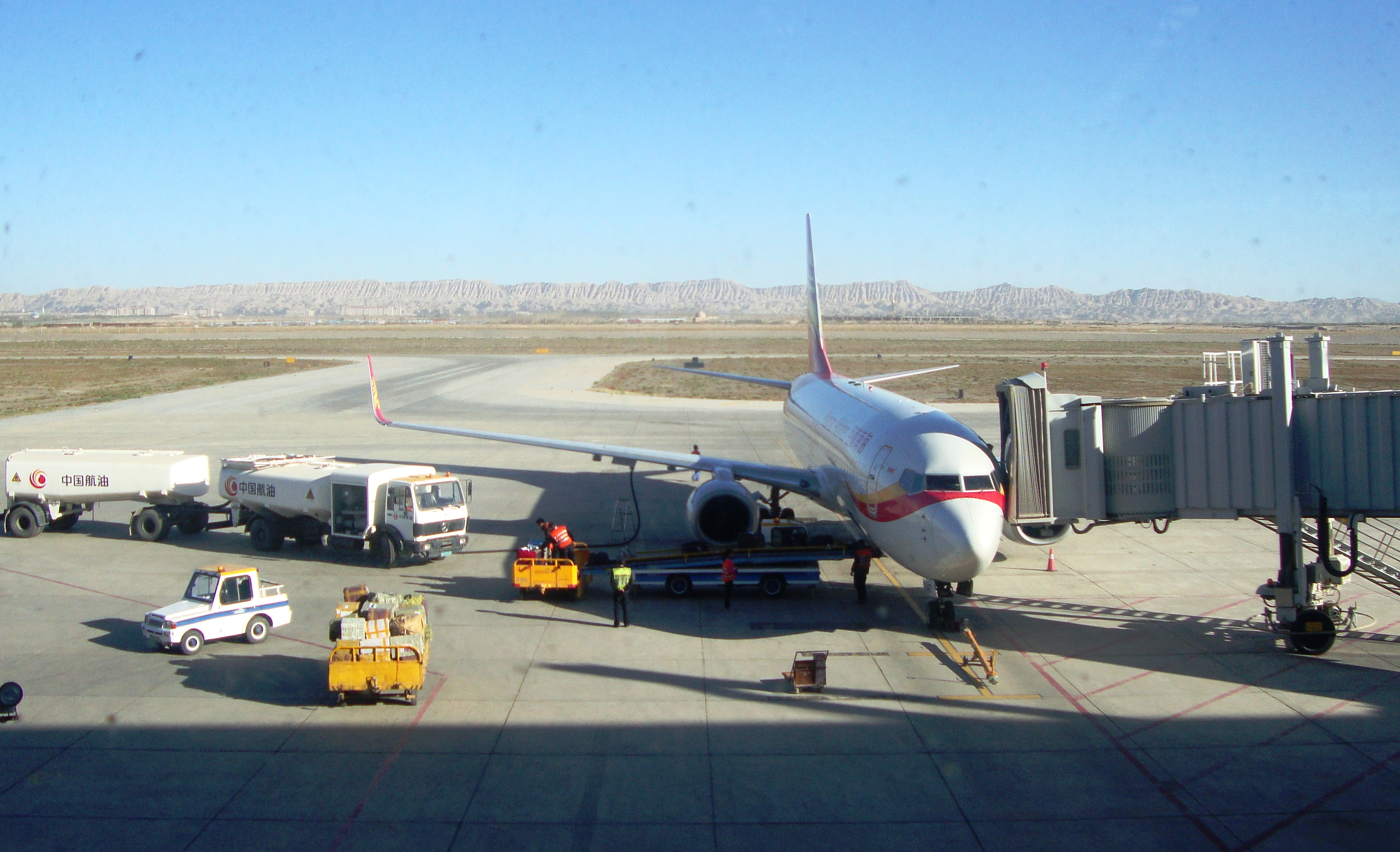
카슈가르 공항

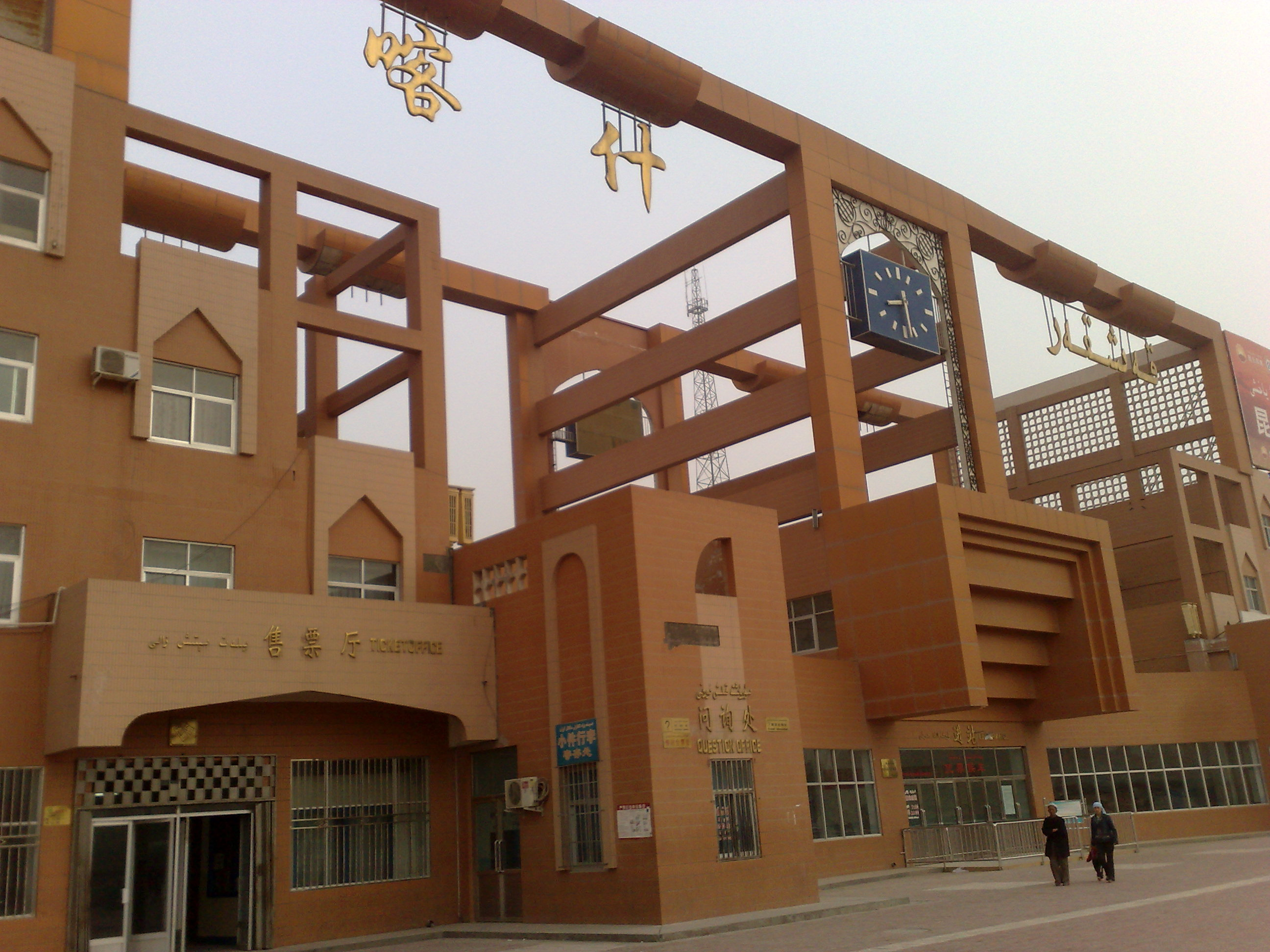
카슈가르 역(철도)

### 항공
카슈가르 공항은 주로 국내선으로 이용되며, 대부분 우루무치에서 연결되는 교통 수단이다. 유일한 국제선 비행기는 파키스탄의 수도 이슬라마바드와 화물과 승객이 연결된다.

### 육상
이곳은 카라코람 고속도로(Karakorum highway, KKH)의 시작점이며 파키스탄과의 국경인 쿤자랍 고개를 넘어 이슬라마바드까지 연결된다. 파키스탄과 연결하는 정기 버스 노선이 존재하한다. 또한, 키르기스스탄으로 가는 길도 있다.

### 철도
카슈가르는 중국 서단의 철도 역을 가지고 있다. 이곳에서 나머지 중국 철도 네트워크가 란신선으로 연결된다.
1999년 12월, 카슈가르에는 신장성 남부를 가로지르는 난장 철로(南疆铁路, Nanjiang Railway)가 개통되었다. 카슈가르로 가는 기차는 주로 우루무치에서 매일 출발하며, 약 24시간 정도 소요된다. 2007년 기준으로, 이 철도는 파키스탄과 연결하는 것을 추진중이다.
카슈가르-호탄 선이 2011년 개통되어 카슈가르를 남부 타림 분지에 있는 사처 현(야르칸드), 카르길리크 그리고 호탄과 연결한다.

## 주민

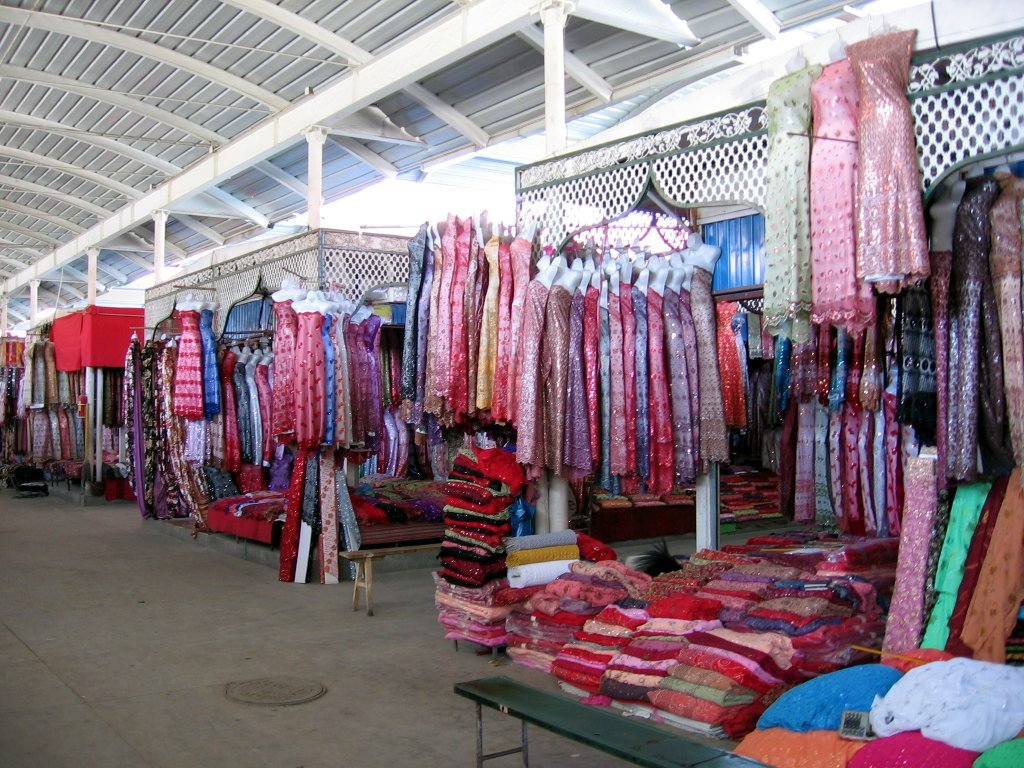
카슈가르 시장

대부분의 주민이 이슬람교도인 위구르족이다. 신장의 최대 도시이자, 주도인 우루무치와 비교할 때, 카슈가르는 덜 산업화되었고, 한족 거주자가 월등히 적다. 1998년에는 카슈가르 도시 인구 311,141명 중 81%가 위구르 족이었고, 18%가 한족이었다.
2000년 인구조사에서 카슈가르의 인구는 340,640명으로 증가했으며, 2010년의 인구조사에서 이 수치는 506,640명으로 늘어났다. 이러한 인구 증가의 요인 중 일부는 시경계의 변화 때문이며, 도시 인구를 포함한 수치이기도 하다.

## 일요 시장

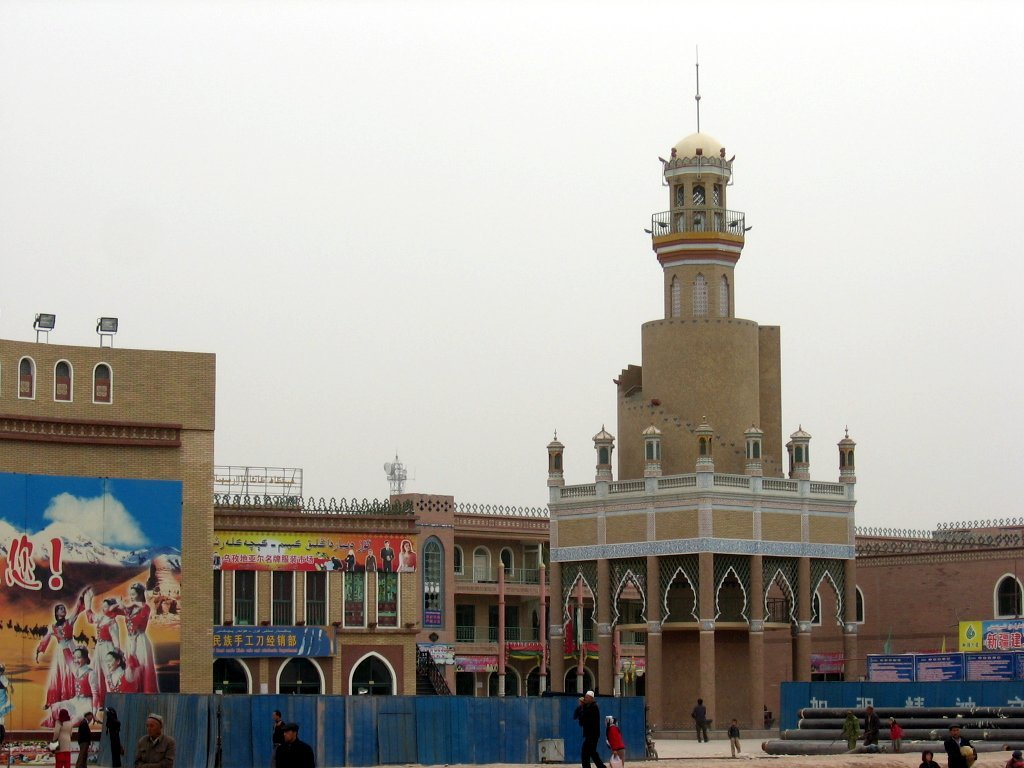
카슈가르 국제시장

카슈가르에서는 매주 일요일 유서깊은 큰 시장인 일요시장이 열린다. 이 곳에서는 주변 농민들이 직접 제배한 다양한 과일과 채소, 공예품 등이 거래된다. 고대로부터 일요시장은 실크로드에서 가장 큰 시장중에 하나였지만, 지금은 그 명성이 많이 줄어들었다. 하지만, 여전히 활발한 거래가 이루어진다. 원래는 일요일에만 열리는 비상설 시장이지만, 최근에는 상설 시장으로 발전하였다. 카스를 찾는 사람들에게 가장 많은 볼거리를 제공하는 시장이다. 시장에서는 주변 호탄 등지에서 만들어진 비단, 카펫, 캐쉬미어, 옥, 귀금속들도 거래된다.

## 행정 구역
4개 가도, 8개 향을 관할한다.
- 가도변사소: 恰萨街道, 亚瓦格街道, 吾斯塘博依街道, 库木代尔瓦扎街道.
- 향: 乃则尔巴格乡, 夏马勒巴格乡, 多来特巴格乡, 浩罕乡, 色满乡, 荒地乡, 伯什克然木乡, 帕哈太克里乡.

## 볼거리
- 카라쿨 호(카라쿨 호수)
- 모하메드 카슈가르의 묘
- 막이불탑
- 민가(民家)/고(古)주택가
- 위스푸하스모스크
- 이드가 모스크-애제타이 청진사
- 직인가(수공예품 거리)
- 향비묘 (아팍호자의 묘)
- 반초성(班超城); 서역을 제패한 반초의 유적
- 대바자르

## 자매 도시
- 파키스탄 길기트 (2009년)
- 말레이시아 믈라카 (2012년 2월)[6]

## 갤러리

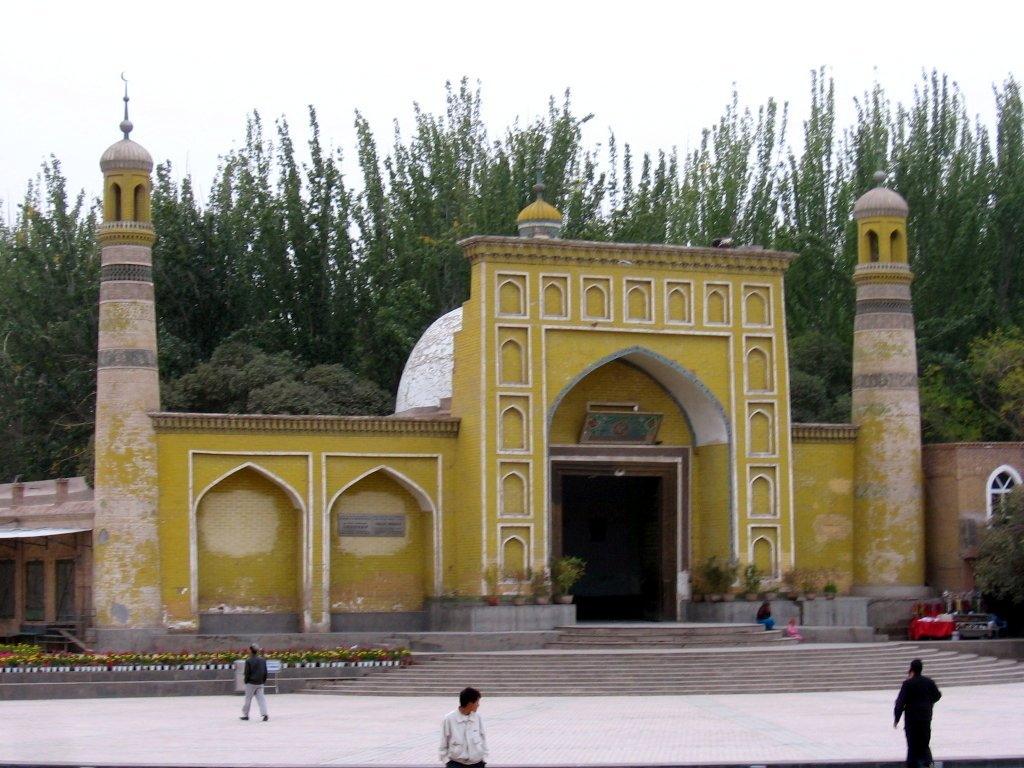
아이티걸 모스크
향비묘(아팍호자의 묘)
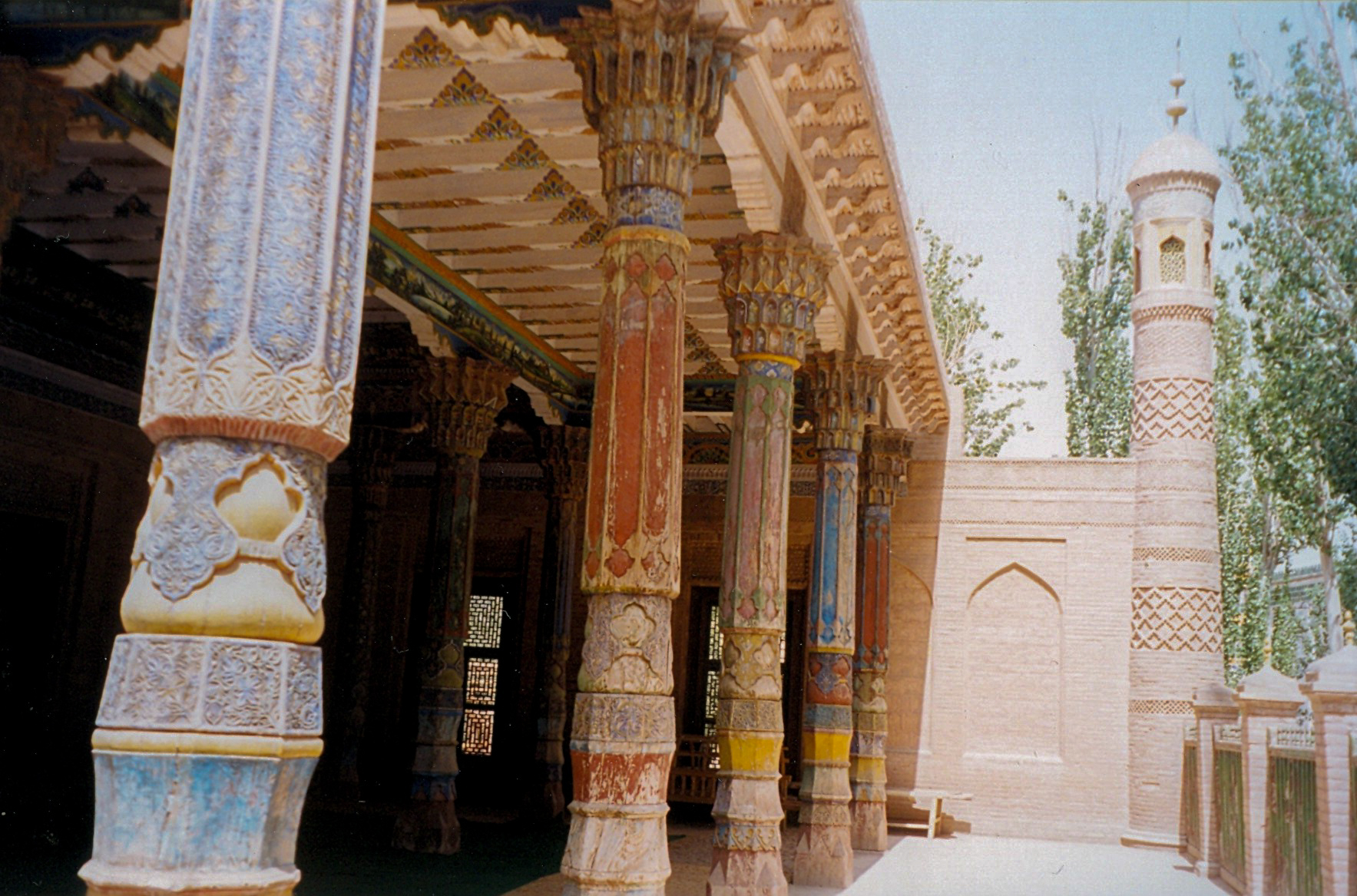
그옆의 모스크